# Маріо Карреро
Маріо Карреро (нар. 16 травня 1952, Флорида, Уругвай) — уругвайський автор-виконавець, відомий в основному співпрацею в з Едуардо Ларбануа в дуеті «Larbanois – Carrero».

## Життєпис
З раннього дитинства жив в Монтевідео, де розпочав свою мистецьку кар'єру як соліст. Беручи участь на фестивалі студентського клубу в Пайсанду в 1973 отримав нагороду за найкращий голос та зустрівся там з Едуардо Ларбануа. У 1977 артисти вирішили створити дует «Larbanois — Carrero».
Навчався грі на гітарі у Озіріса Родріґеса Кастільйоса та співу в Неллі Пачеко, Естели Ібарбуру та Сари Даффау.
Окрім того, що Карреро став першим голосом у дуеті, він почав розвивати інтенсивну творчу діяльність, ставши автором текстів та музики для більшості пісень, які сьогодні виконує дует. До написаних ним пісень належать: «Ocho Letras», «Comparsa silenciosa», «Santamarta», «¡Ay! quien pudiera, Milagro» — написані на музику Ларбануа,  «Escobita de arrayán, Crónicas de la soledad», «Rambla Sur», «Coplas del fogón», «Contrapunteando», «El Ñato García» — створені на основі текстів Едуардо Галеано та пісня «Peón rural» створена спільно з Лео Ріє та Ла Мартін Аранда, а також з Луїсом Ігарзабалом. Загалом існує більше сотні пісень авторства Карреро.
Деякі його пісні також перероблялись іншими виконавцями. Це, в тому числі пісні «El corazón de mi pueblo» і «Mi pecho tiene un rincón», записані Альфредо Сітарросою та пісня «Teresa», записана Пабло Естраміном.

## Дискографія

### Larbanois & Carrero

#### В Уругваї
- Amigos (1978)
- Larbanois — Carrero (1979)
- Cuando me pongo a cantar (1980)
- En recital (1982)
- Antirutina (1982)
- Tanta vida en cuatro versos (1983)
- Pero andando vamos (1984)
- El hombre, digo (1986)
- Rambla sur (Orfeo 90939-1. 1988)
- Lo mejor de Larbanois-Carrero (1988)
- De madrugadas (1990)
- Antología (1993)
- Antología 2 (1993)
- Identidades (1996)
- Cometas sobre los muros (1998)
- Canciones de Santamarta (2001)
- 25 años (Ayuí / Tacuabé ae258cd. 2002)
- Coplas del fogón (Ayuí / Tacuabé ae294cd. 2005)
- Concierto 30 años (DVD. Montevideo Music Group 2009)
- Historias (2 CD. Montevideo Music Group 2010)
- 4 en línea (DVD junto a Emiliano y El Zurdo. Montevideo Music Group 2011)
- 4 en línea (CD junto a Emiliano y El Zurdo. Montevideo Music Group 2012)

#### В Аргентині
- Larbanois — Carrero (1980)
- Cuando me pongo a cantar (1981)
- Anti rutina (1984)
- Pero andando vamos (1984)
- Canciones de Santamarta (Acqua Records, 2006)

#### У Бразилії
- La Comparsa (1980)
- Raíces clavadas bien hondo (1982)
- El dorado (con Belchior) (1990)
- Mercosul de canciones (1996)